# Celofán

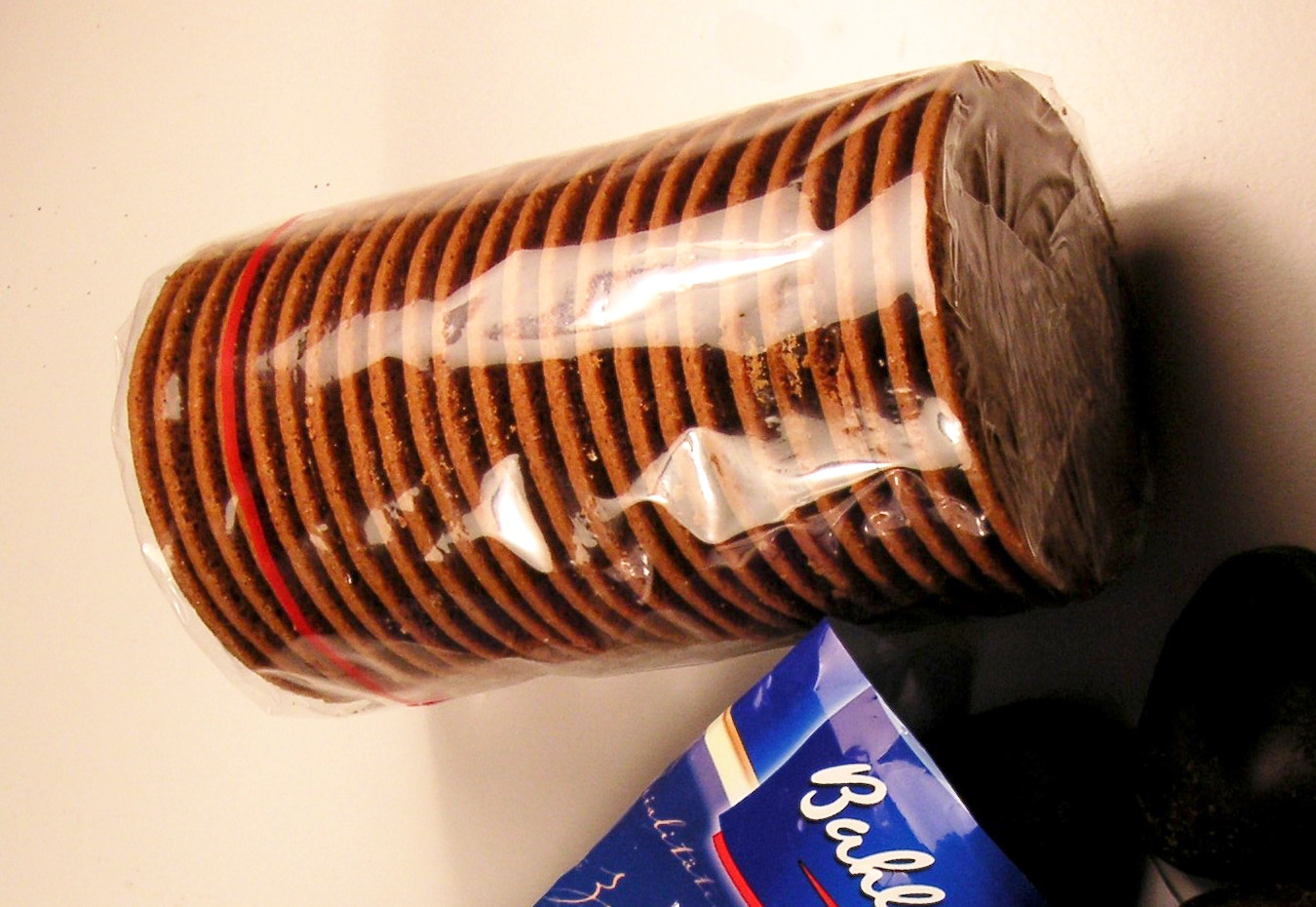
Una bolsa y un paquete de celofán.

El celofán es un polímero artificial derivado de la celulosa. Tiene el aspecto de una película fina, transparente, flexible y resistente a esfuerzos de tracción.

## Historia

La celulosa se trata con disulfuro de carbono y base (hidróxido de sodio) para producir la viscosa.

El celofán fue inventado por el químico suizo Jacques E. Brandenberger mientras estaba empleado en la Blanchisserie et Teinturerie de Thaon. En 1900, inspirado al ver un derrame de vino en el mantel de un restaurante, decidió crear una tela que pudiera repeler líquidos en lugar de absorberlos. Su primer paso consistió en rociar una capa impermeable sobre la tela, y optó por tratarla con viscosa.  El tejido revestido resultante era demasiado rígido, pero la clara película se separaba fácilmente de la tela de refuerzo, y abandonó su idea original cuando las posibilidades del nuevo material se hicieron evidentes.
Brandenberger necesitó diez años para perfeccionar su película, siendo la principal mejoría sobre trabajos anteriores con este tipo de películas el añadido de glicerina para ablandar el material. En 1912 ya había construido una máquina para la fabricación de la película, a la que llamó celofán, de las palabras «celulosa» y «diáfano» (transparente). El celofán se patentó ese mismo año. Al año siguiente, la empresa Comptoir des Textiles Artificiels (CTA) compró la participación de la firma Thaon en celofán y colocaron a Brandenberger en una nueva compañía, La Cellophane SA.
La empresa estadounidense de dulces Whitman's comenzó a usar el celofán para los envoltorios de caramelos en los Estados Unidos ese mismo año 1912, en su Whitman's Sampler. Fueron el mayor usuario de celofán importado desde Francia hasta cerca de 1924, cuando DuPont construyó la primera planta de fabricación de celofán en los EE. UU. El celofán vio al principio sus ventas limitadas en los EE. UU.  ya que si bien era resistente al agua no era a prueba de humedad (era permeable al vapor de agua).  Esto significaba que era inadecuado para el envasado de productos que requerían impermeabilización frente a la humedad.  DuPont contrató al químico William Hale Charch, que pasó tres años desarrollando una laca de nitrocelulosa que, cuando se aplicaba al celofán, pasaba la prueba de la humedad. Después de la introducción del celofán a prueba de humedad en el año 1927, las ventas del material se triplicaron entre 1928 y 1930, y en 1938, el celofán representaba el 10% de las ventas de DuPont y el 25% de sus beneficios.
La empresa textil británica de tecnología de la viscosa de Samuel Courtauld había logrado diversificarse en 1930 con la producción de una película de viscosa, a la que denominaban "Viscacelle".  Sin embargo, la competencia con el celofán era un obstáculo para sus ventas, y en 1935 Courtauld fundó la British Cellophane conjuntamente con la  Cellophane Company y su empresa matriz francesa CTA.  Entre 1935 y 1937 construyeron su principal planta de producción en Bridgwater, Somerset, Inglaterra,  que empleaba a 3000 trabajadores.

## Fabricación
El proceso de fabricación consiste en disolver fibras de madera, algodón o cáñamo en un álcali para hacer una solución llamada viscosa, la cual luego es extruida a través de una ranura y sumergida en un baño ácido que la vuelve a convertir en celulosa. Por medio de un proceso similar, utilizando un orificio en lugar de una ranura, se produce una fibra llamada rayón.

## Principales usos

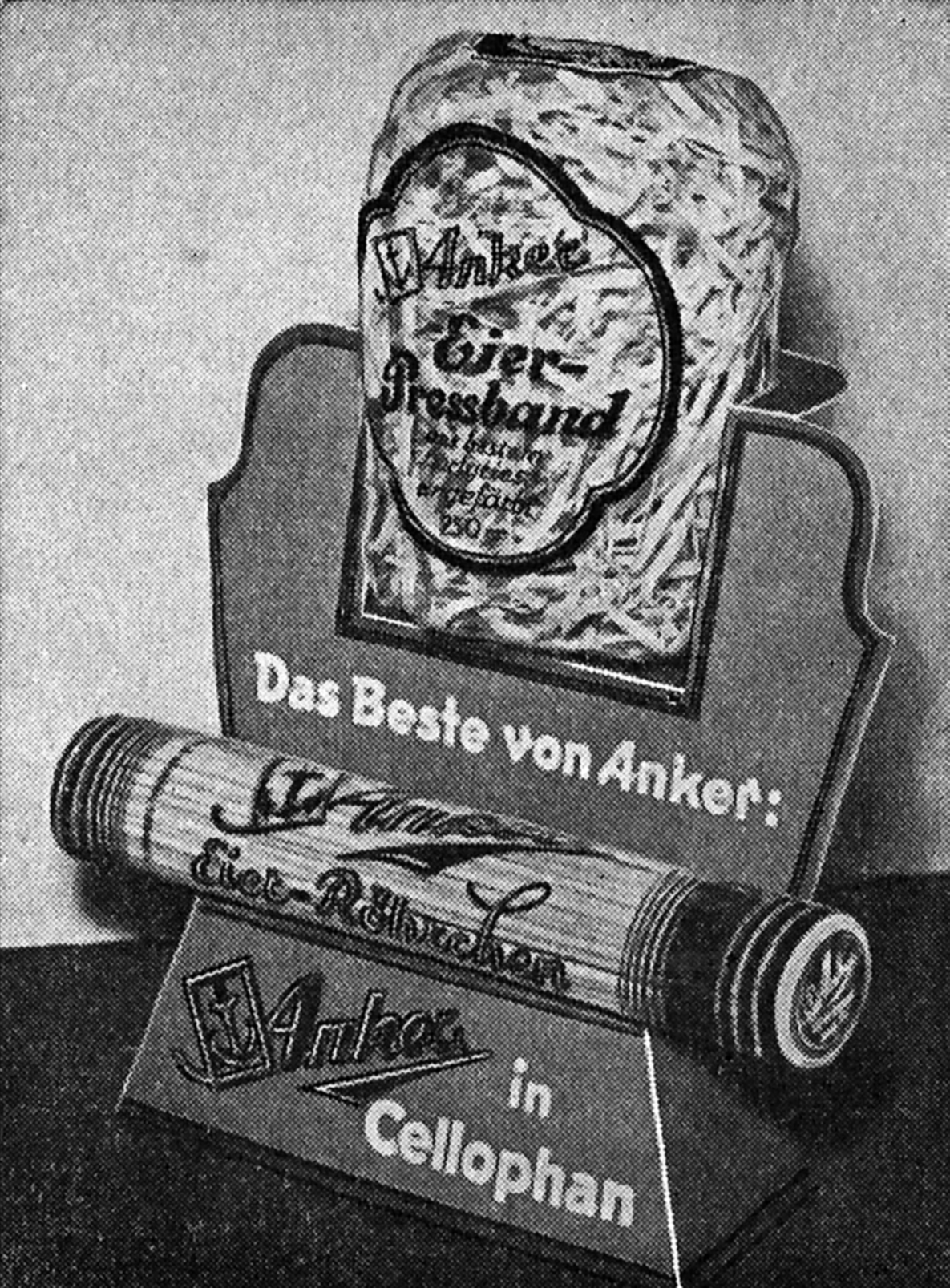
Embalaje de celofán ancla.

Se utiliza, principalmente, como envoltorio, para envolver y adornar regalos y ramos florales (dado que además de incoloro también se fabrica en colores transparentes), aunque también fue muy utilizado en la elaboración de cintas adhesivas, siendo sustituido en gran medida por otros polímeros de cualidades más apropiadas para tal uso.
Además de su uso como envoltorio de alimentos, también tiene usos industriales, tales como cintas autoadhesivas y membranas semipermeables utilizadas por cierto tipo de baterías.
Para algunos usos, se le aplican recubrimientos para complementar o modificar sus propiedades.
Con el tiempo, el término celofán se ha generalizado, y se usa comúnmente para referirse a diversas películas plásticas, aún aquellas que no están hechas con celulosa (aun así, la mayoría están hechas de dicho material).
Actualmente, el celofán ha sido sustituido por el polipropileno, que es un derivado del petróleo, ya que por costos de fabricación ha sido más práctico. A tal grado que, prácticamente, todo lo que conocemos popularmente como celofán, en realidad, es polipropileno.